# Trubbraggmossa
Trubbraggmossa (Racomitrium obtusum) är en bladmossart som beskrevs av Bridel 1819 [1818. Trubbraggmossa ingår i släktet raggmossor, och familjen Grimmiaceae. Arten är reproducerande i Sverige. Inga underarter finns listade i Catalogue of Life.